# 10e législature de Peleliu

La 10e législature de Peleliu est la dixième session de la Législature de l’État de Peleliu, de 2010 à 2013.
Elle fait suite à la 9e législature de Peleliu (2007-2010) et précède la 11e législature de Peleliu (2013-2016).

## Déroulement
Les élections législatives se sont déroulées le 2 décembre 2010.

## Membres de la Législature
| Nom                     | Qualité                                |
| ----------------------- | -------------------------------------- |
| Terry Eledui-Ngiraingas | Membre de la circonscription générale. |
| Charles Des Matsutaro   | Membre de la circonscription générale. |
| Billy Rekemel           | Membre de la circonscription générale. |
| Lucky Ngiradonges       | Membre de la circonscription générale. |
| Johannes Tsuneo         | Membre de la circonscription générale. |
| Alex Ridep-Ngiraingas   | Membre de Ngerchol.                    |
| Kalbesang Soalablai     | Membre de Ngerdelolk.                  |
| Joe B. Novuo            | Membre de Ngesias.                     |
| Gene Tkel               | Membre de Teliu.                       |
| Edwight Mengirarou      | Membre de Ngerkeukl.                   |

## Sources